# Migadopinae
Migadopinae zijn een onderfamilie van de loopkeverfamilie (Carabidae). De wetenschappelijke naam werd voor het eerst geldig gepubliceerd in 1861 door Chaudoir.

## Taxonomie
De volgende taxa worden bij de onderfamilie ingedeeld:
- Tribus Amarotypini Erwin, 1985
- Tribus Migadopini Chaudoir, 1861
  - Subtribus Aquilicina Moret, 2005
  - Subtribus Migadopina Chaudoir, 1861